# ソユーズTMA-13

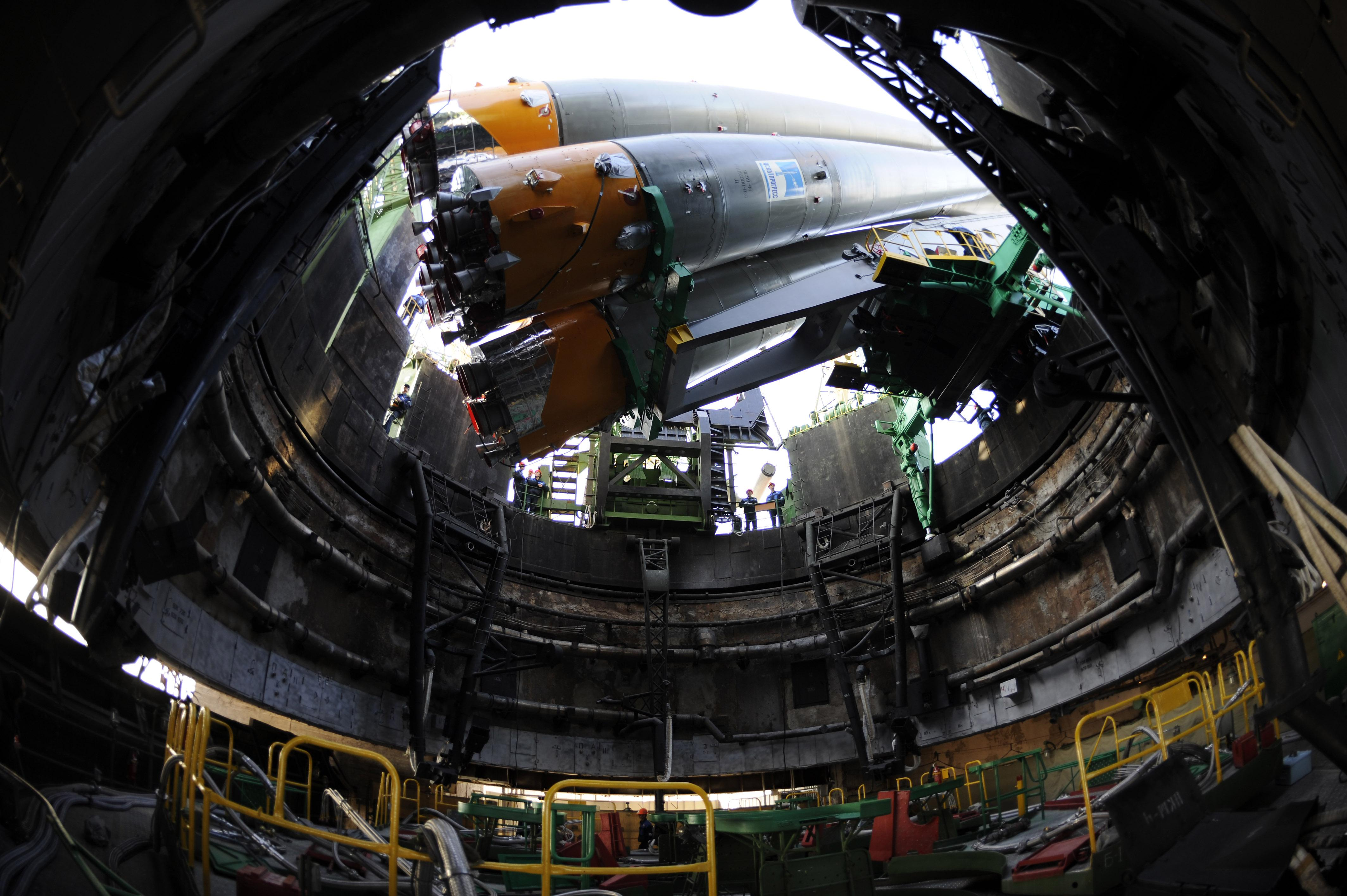
2008年10月10日、バイコヌール宇宙基地に姿を現したソユーズTMA-13

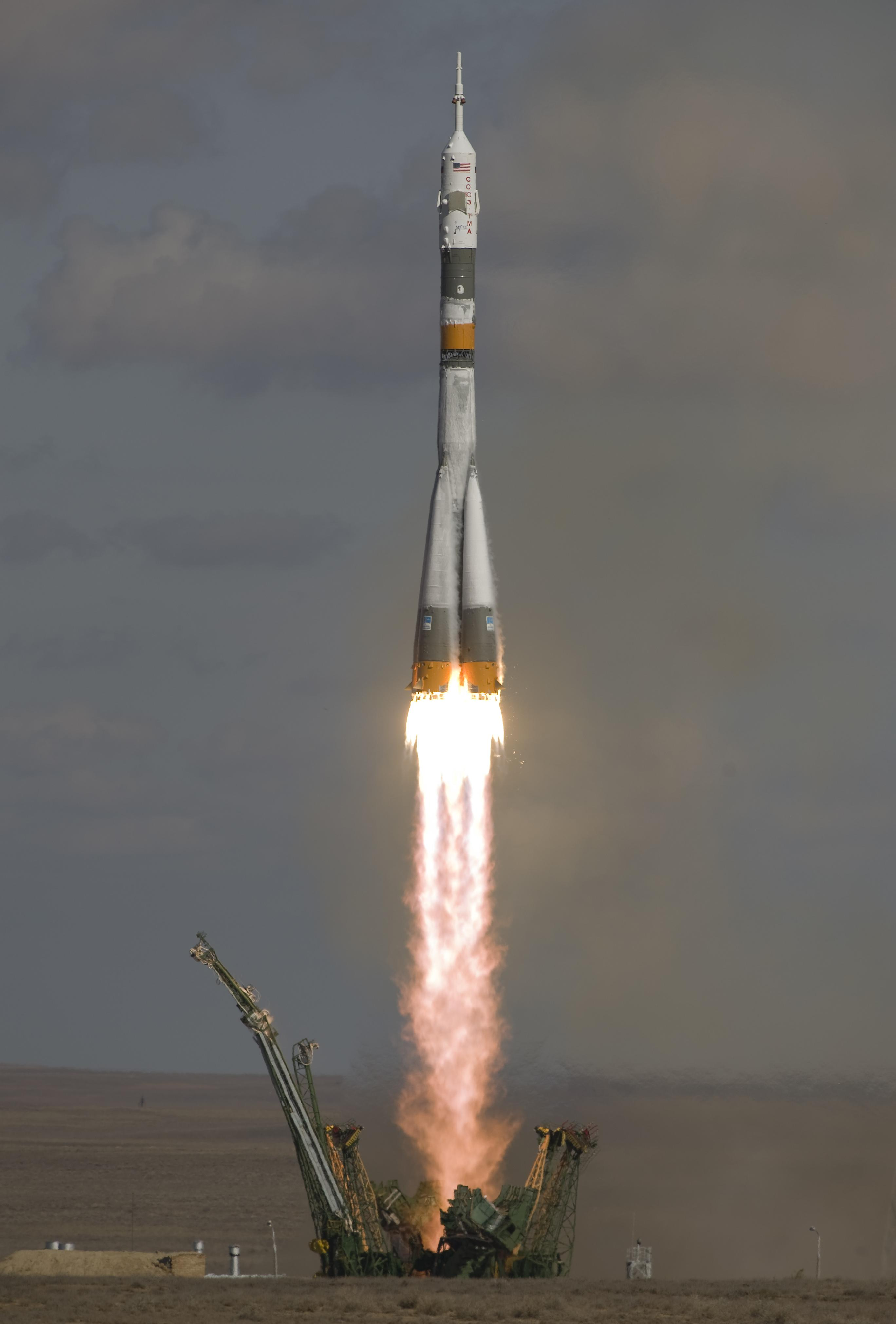
ガガーリン発射台から打ち上げられるソユーズTMA-13

ソユーズTMA-13 (Союз TMA-13 / Soyuz TMA-13) は、ISS（国際宇宙ステーション）への往来を目的とした、ソユーズのミッションである。コールサインは「チタン」。
2008年10月12日にソユーズFGで打ち上げられた。2009年4月8日2時55分 (UTC) にISSと分離して6時24分に軌道を離れ、7時16分に着陸した。ソユーズTMA-13は、ソユーズ宇宙船による100回目の有人宇宙飛行となった。

## 乗組員

### 打上げ時
- リチャード・ギャリオット (1) 宇宙飛行関係者[4][5] -  アメリカ合衆国

#### 第18次長期滞在
- ユーリ・ロンチャコフ (3) 船長 -  ロシア
- マイケル・フィンク (2) フライトエンジニア -  アメリカ合衆国

### 帰還時
- ユーリ・ロンチャコフ (3) 船長 -  ロシア
- マイケル・フィンク (2) フライトエンジニア -  アメリカ合衆国
- チャールズ・シモニー (1) 宇宙飛行関係者 -  ハンガリー /  アメリカ合衆国[6]

### バックアップ
- ゲンナジー・パダルカ - 船長 -  ロシア
- マイケル・バラット - フライトエンジニア -  アメリカ合衆国
- ニク・ハリック - 宇宙飛行関係者[7] -  オーストラリア

### 備考
- リチャード・ギャリオットは、スペースアドベンチャーズ社の宇宙旅行プログラムによるロシア政府の招待客として、ソユーズTMA-13でISSを訪れ[4]、ソユーズTMA-12で帰還した。チャールズ・シモニーも同じくスペースアドベンチャーズ社の企画により、ソユーズTMA-14でISSを訪れ、ソユーズTMA-13で帰還した。RSA（ ロシア連邦宇宙局）やNASA（アメリカ航空宇宙局）の書類上での身分は「宇宙飛行関係者」となっている[8]。
- 当初はサリザン・シャリポフが第18次長期滞在に参加する予定だったが、ユーリ・ロンチャコフと交代になった[9] 。